# 新潟県立柏崎工業高等学校
新潟県立柏崎工業高等学校（にいがたけんりつかしわざきこうぎょうこうとうがっこう）は、新潟県柏崎市に所在する県立工業高等学校。柏崎市近郊の地域では、柏工「かしこう」（又は「はくこう」）の通称で呼ばれている。

## 沿革
- 1939年4月12日：新潟県立柏崎工業学校として機械科50名、電気科40名、応用化学科30名で開校（県内では2校目の工業学校）。
- 1940年2月7日：応用化学科を工業化学科と改称。
- 1948年4月1日：新潟県立柏崎工業高等学校と改称。
- 1951年4月1日：定時制課程機械科を設置。
- 1963年4月1日：本年度入学生より、機械科4学級、電気科2学級、工業化学科1学級となる。
- 1966年：この年度（昭和41年度）の入学試験より、試験科目を前年度までの9教科から、実業科目を除いた5教科へ変更。
- 1968年8月31日：プール落成。
- 1970年4月1日：本年度入学生より、機械科4学級、電気科1学級、工業化学科1学級となる。
- 1971年6月22日：新体育館落成。
- 1979年12月8日：柔剣道場落成。
- 1980年3月2日：定時制閉課程式挙行
- 1981年7月11日：新校舎が落成し、移転。
- 1982年7月2日：特別教室棟落成。以降実習棟を改築。
- 1988年2月19日：小体育館落成。
- 1990年4月1日：本年度入学生より、機械科4学級中2学級を電子機械科に改組。
- 1994年4月1日：本年度入学生より、機械科1学級減。
- 1997年3月10日：屋内練習場落成。
- 1997年11月3日：大体育館改修工事完了。
- 2000年10月18日：2年生インターンシップ実施（3日間）。
- 2001年3月30日：校内LAN配線工事完了。
- 2005年4月1日：工業科4学級募集、新制服（ブレザータイプ）制定。
- 2006年4月1日：この年度の２年生より電子機械科１学級減、電気科１学級増となる（2019年度入学生まで継続）。
- 2006年8月1日：大規模改造空調工事（PTAにより普通教室等にエアコン16台設置）
- 2009年4月1日：電気科に防災エンジニアコース設置
- 2015年1月30日：新柔剣道場竣工
- 2021年4月1日：工業科3学級募集。この年度の2年生のみ、電子機械科人数減少により卒業まで4学級設置となる（機械科・電子機械科1学級、電気科2学級、工業化学科1学級）。
- 2022年4月1日：2021年度入学生より、小学科を機械創造科、電気技術科、環境化学科に改編[1][2]。機械科、電子機械科、電気科、工業化学科募集停止。
- 2023年4月1日：MF（機械・電子機械）科科務室、電気科科務室、工業化学科科務室が廃止され、元実習室を改装した第二教務室へ統合される。

## 校歌・応援歌
- 『新潟県立柏崎工業高等学校校歌』（作詞：酒井薫風・堀口大学：補作・作曲：宅孝二）[3]
- 応援歌『柏工健児』

鉄腕鳴りてああ雄叫ぶ我ら

決戦すでに時こそ来たれ

好敵校よいざ戦わん

若き選手らの心は躍る

腕（かいな）に担う重き使命を

果たせよ雄々しく柏工（はっこう）健児

## 校章

校章

## 学科・コース
全日制課程
工業科（1年1 - 3組）
工業科は1年生全員が在籍し、一般教科を主に、工業に関する基礎的知識を学習する学科である。
工業技術基礎とよばれる教科では、全学科全コースの実習を一通り体験する。
１年生の秋ごろに進級コースの希望を募り、２年生から各々が希望のコースに進級する。
機械創造科（1組）
- 機械工学コース（M）は、一般的な機械科と同じく、工作機械による金属加工技術などを中心に学習する。また、実習では、エンジンの分解・組み立て等を行う。
- メカトロニクスコース（F）は、一般的な電子機械科と同じく、機械と電気・電子の分野について学習し、ロボットや、工場の自動化技術に関する知識・技術を身に付ける。

電気技術科（2組）
当科を卒業すると、第二種電気工事士の筆記試験が免除となる。
- 電気エンジニアコース（E）は、一般的な電気科と同じく、電気の基礎的知識を学習し、電気設備の設計・施工技術などを身に付ける。また、当コースを卒業し、電気工事の実務経験を3年積むと第3種電気主任技術者の資格が得られる。
- 防災エンジニアコース（D）は、電気に関する技術と併せ、土木・災害などを工業的な視点から学習する。例年は消防署体験が当コースで実施されていたが、近年は新型コロナウイルス感染症 (2019年)の影響で実施が見送られている。

環境化学科（3組）
- 環境化学コース（C）は、一般的な工業化学科と同じく、化学の基礎知識について工業的な視点から学習し、環境に配慮した素材開発について探求する。当コース在籍生徒は、全員危険物取扱者乙種4類を受験する。

かつての設置学科・コース
2005年-2020年度入学生まで
工業科（1年1 - 4組）

機械科（1組）
- 機械技術コース（M）

電子機械科（2組）
- 電子機械コース（F）

電気科（3・4組）
- 電気エネルギーコース（E）
- 防災エンジニアコース（D）
- 情報技術コース（I）

工業化学科（5組）
- 環境化学コース（C）

全員が工業科に在籍する１年生時点では４学級体制であるが、２年生からは学科・コース振り分けの都合上、５学級体制としていた。
※2020年度入学生のみ、電子機械科は人数減少により機械科と混合クラスとなっていた（機械・電機／１学級　電気／２学級　工化／１学級の計４学級体制）。

1994年-2004年度入学生まで
　機械科（1組）
　電子機械科（2・3組）
　電気科（4組）
　工業化学科（5組）

1990年-1994年度入学生まで
　機械科（1・2組）
　電子機械科（3・4組）
　電気科（5組）
　工業化学科（6組）
1970年-1989年度入学生まで
　機械科（1～4組）
　電気科（5組）
　工業化学科（6組）
1963年-1969年度入学生まで
　機械科（1～4組）
　電気科（5・6組）
　工業化学科（7組）

## 交通・周辺環境
- JR東日本信越本線・越後線柏崎駅より徒歩15分
- 学校周辺は柏崎市の中心部で、日本海が間近に広がっている。学校の近くには、市役所、市営陸上競技場等が有り、また道路を挟んで柏崎高校が隣接している。

## ギャラリー

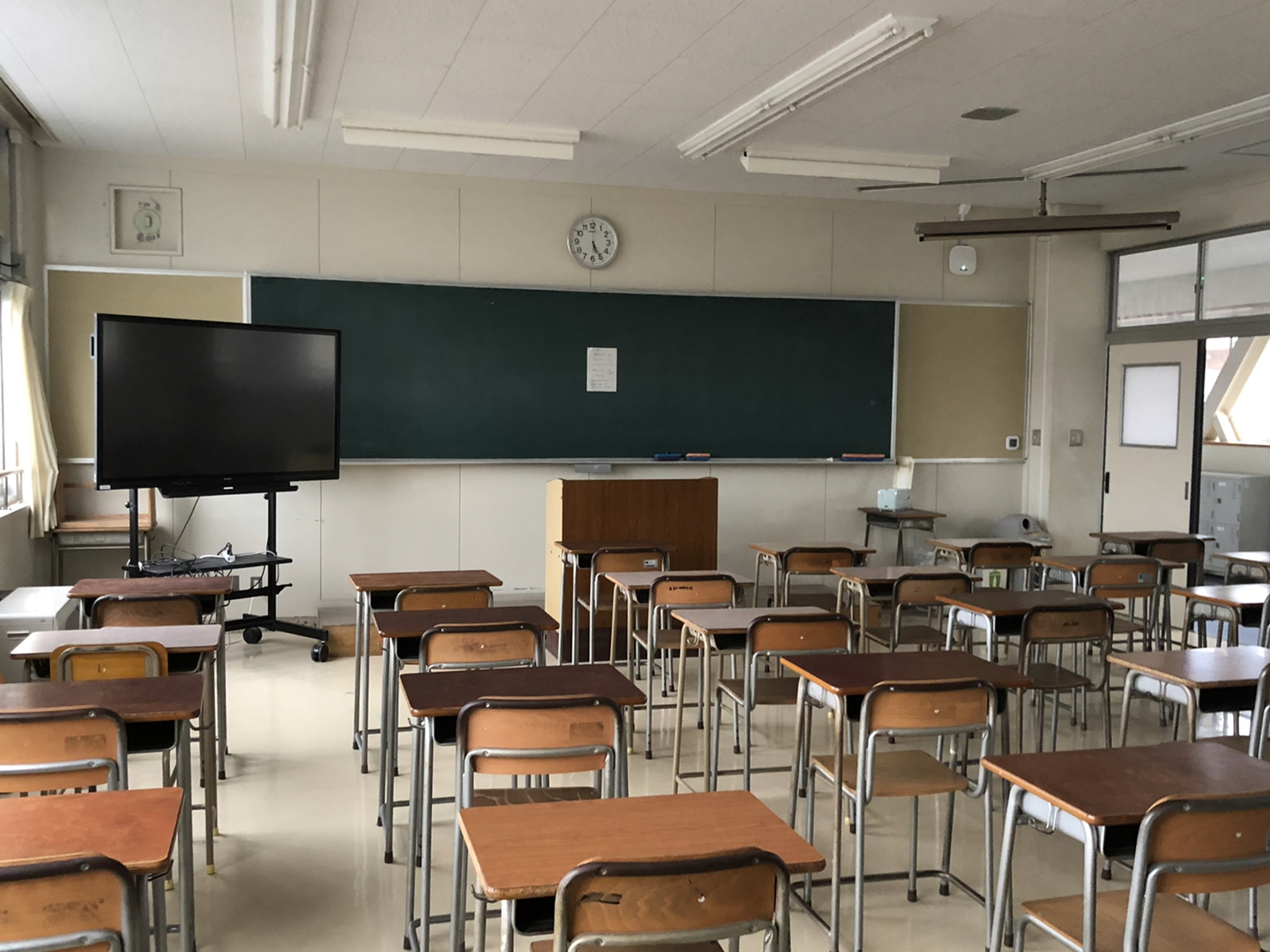
普通教室
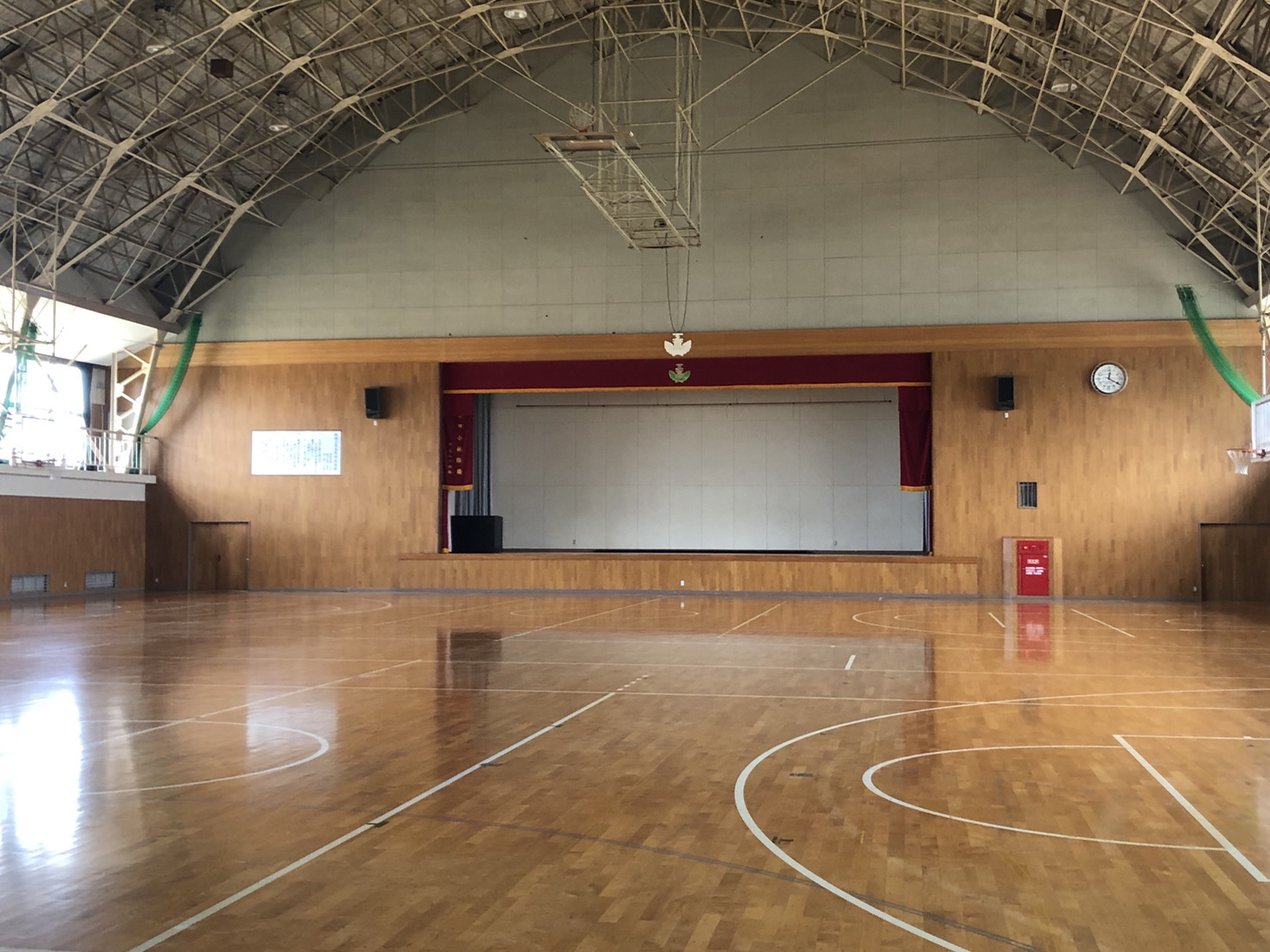
大体育館
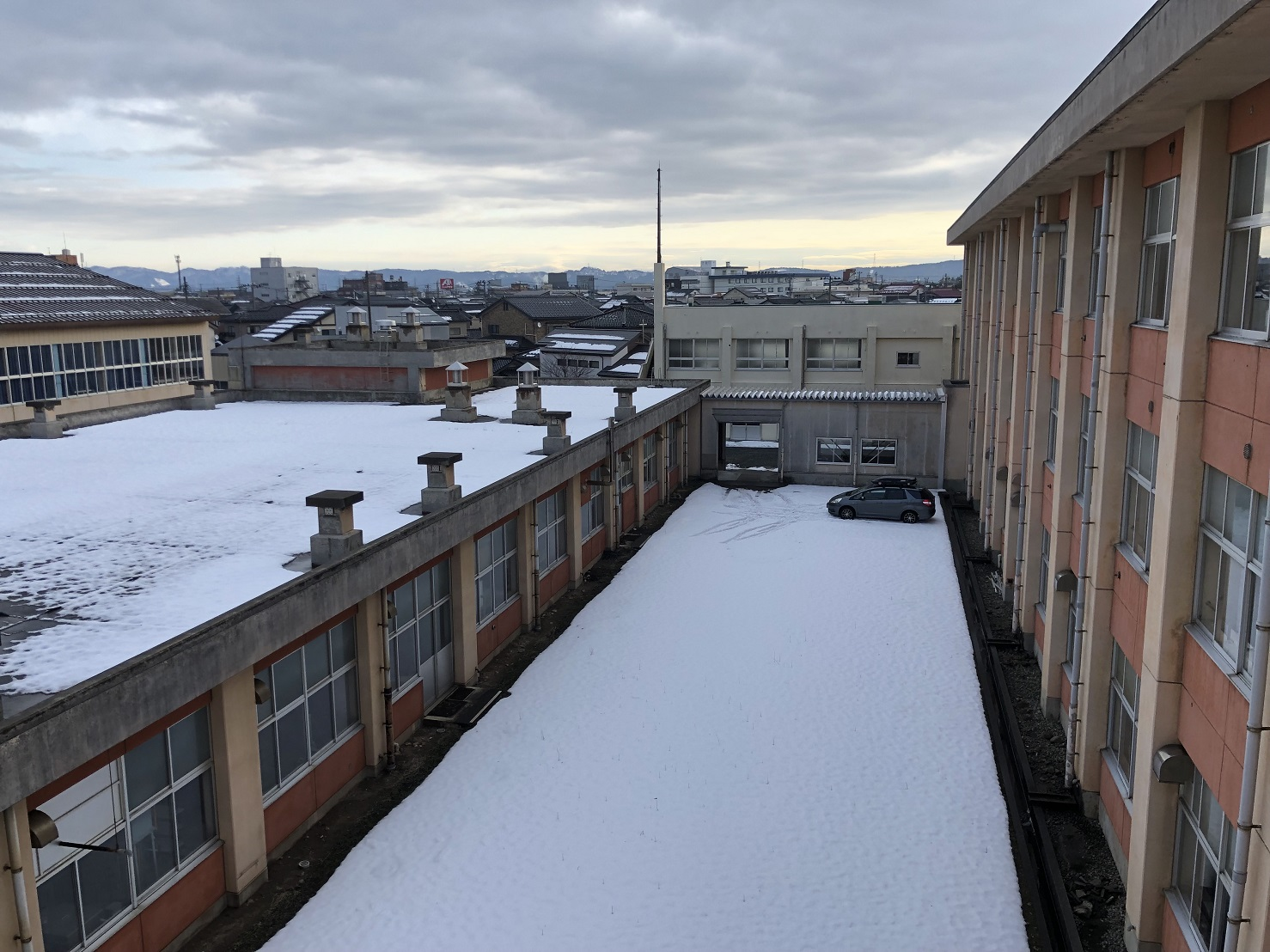
実習棟群、左奥に見えるのは小体育館
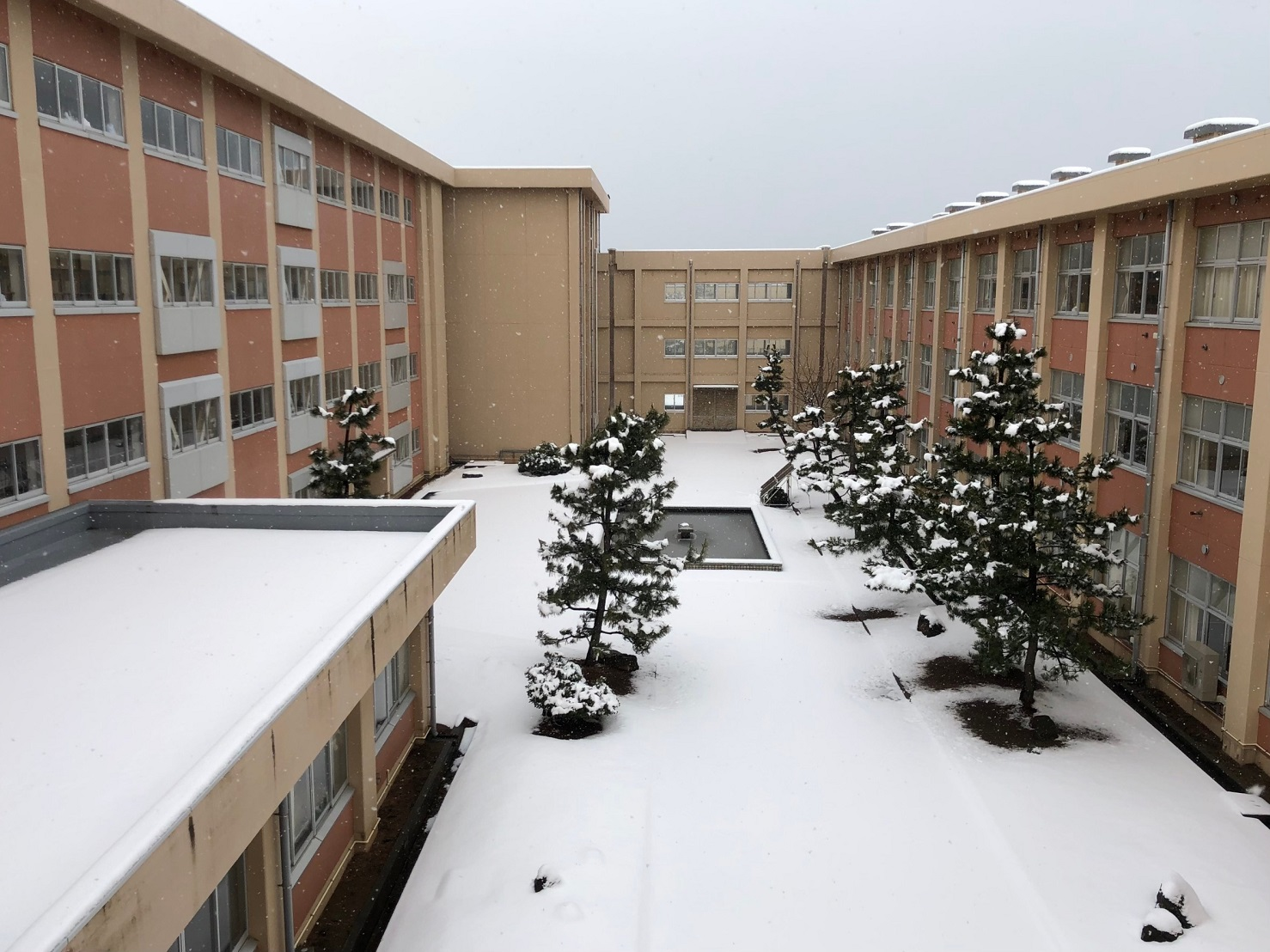
中庭

## 校舎
柏崎工業は、6つの校舎棟、4つの体育施設から成り立っている。
- 管理・普通教室棟（4階建て）
  - 1F：生徒玄関、職員玄関、校長室、事務室、進路相談室、進路指導室、印刷室、購買、生徒会室
  - 2F：3年教室、多目的教室、職員室、放送室
  - 3F：2年教室、多目的教室、会議室、休養室
  - 4F：1年教室、多目的教室、書道教室、図書室、司書室
- 特別教室棟（3階建て）
  - 1F：視聴覚室、社会科教室、食物実習室
  - 2F：物理教室、化学教室、地学教室
  - 3F：被服室、音楽室、美術室
- 電気・化学実習棟（3階建て）
  - 1F：電気工事準備室、電気工作実習室、電気工事実習室、電気機器実習室
  - 2F：電子計算機実習室、化学計測準備室、化学計測実習室、工業計測実習室
  - 3F：第1化学反応実習室、第2化学反応実習室、第3化学反応実習室、第4化学反応実習室
- 機械・電子機械科実習棟（3階建て）
  - 1F：機械加工実習室（旋盤）、FA実習室、試験計測実習室
  - 2F：第二教務室（工業科職員室）、仕上組立実習室、電気計測実習室、電気磁気実習室
  - 3F：電気実習室、製図室1、製図（CAD）室2、製図室3
- 機械科実習棟（1階建て）
  - 1F：原動機実習室、溶接実習室、鋳造実習室
- 産振棟（2階建て）
  - 1F：化学工学実習室、高電圧実習室、自動制御実習室、電力実習室、準備室
  - 2F：物理化学実習室、電子工学実習室、電気計測実習室
- 大体育館（2階建て）
  - 1F：体育教官室、ステージ、用具室
  - 2F：ギャラリー
- 小体育館（2階建て）
  - 1F
  - 2F：ギャラリー
- 格技場（1階建て）
  - 1F：柔道場、剣道場
- 屋内練習場（2階建て）
  - 1F：部室
  - 2F：ギャラリー

## 部活動

### 運動部
- 野球部
- 陸上競技部
- サッカー部
- テニス部
- バドミントン部
- バスケットボール部
- ハンドボール部
- 卓球部
- 水泳・水球部
- スキー山岳部

### 文化部
- 機械部
- ものづくり部
- 電気部
- 化学部
- 美術部
- 写真部

### 同好会
- 音楽同好会

## 著名な出身者
- 筒井信隆 - 高15期・元衆議院議員・弁護士
- 石上俊雄 - 高32期・元参議院議員
- 新沢基栄 - 高29期・漫画家
- 小菅直人 - 高52期・プロバスケットボール選手（bjリーグ・新潟アルビレックスBB→琉球ゴールデンキングス）
- 平野克明 - 高12期・プロ野球選手・投手（大洋ホエールズ・現横浜DeNAベイスターズ）
- 富澤慎 - 高55期・セーリング日本代表（北京五輪・アテネ五輪出場）
- 小林浩司 - 高56期・水球日本代表
- 吉野昌孝 - 高6期・元三菱電機 技術者